# حسین مؤنس
حسین مؤنس (۲۸ اوت ۱۹۱۱، سوئز- ۱۷ مارس ۱۹۹۶، قاهره) تاریخ‌نگار، ادیب و اندیشمند مصری بود.

## زندگی
در ۲۸ اوت ۱۹۱۱م / ۴ رمضان ۱۳۲۹ق در سوئز زاده شد. از دانشکدهٔ ادبیات دانشگاه قاهره در سال ۱۹۳۴ فارغ‌التحصیل شد و دکترای خود را از دانشگاه زویرخ در سال ۱۹۴۳ گرفت. تدریس در دانشگاه‌های قاهره و کویت را برعهده گرفت. مدیر بنیاد بررسی‌های اسلامی در دانشگاه مادرید ۱۹۵۷ تا ۱۹۶۹ بود. سردبیری مجلهٔ الهلال ۱۹۷۷–۱۹۸۰ را نیز گرفت. جایزهٔ تقدیری دولت مصر در ادبیات را برگرفت. او عضو فرهنگستان زبان عربی در قاهره بود. مؤنس در ۲۷ شوال ۱۴۱۶ق/ ۱۷ مارس ۱۹۹۶م در قاهره درگذشت. کتابخانهٔ شخصی خود را به دانشکدهٔ ادبیات دانشگاه قاهره اهدا کرد.

## آثار
- فتح عربی مغرب
- مشاهیر تاریخ مغرب و اندلس
- اطلس تاریخ اسلام
- تحصیح ریاض النفوس از مالکی
- تصحیح الحلة السیراء از ابن ابار[۱]